# Las Virginias
Las Virginias es una localidad del estado mexicano de Coahuila. Es parte del municipio de Francisco I. Madero.

## Demografía
| Censo | Población |
| ----- | --------- |
| 2010  | 1 432     |
| 2020  | 1 425     |